# Rosemont (Illinois)
Rosemont es una villa ubicada en el condado de Cook en el estado estadounidense de Illinois. En el Censo de 2010 tenía una población de 4202 habitantes y una densidad poblacional de 905,36 personas por km².

## Geografía
Rosemont se encuentra ubicada en las coordenadas 41°59′20″N 87°52′18″O / 41.98889, -87.87167. Según la Oficina del Censo de los Estados Unidos, Rosemont tiene una superficie total de 4.64 km², de la cual 4.64 km² corresponden a tierra firme y (0%) 0 km² es agua.

## Demografía
Según el censo de 2010, había 4202 personas residiendo en Rosemont. La densidad de población era de 905,36 hab./km². De los 4202 habitantes, Rosemont estaba compuesto por el 78.03% blancos, el 1.67% eran afroamericanos, el 1.12% eran amerindios, el 3.36% eran asiáticos, el 0% eran isleños del Pacífico, el 12.97% eran de otras razas y el 2.86% pertenecían a dos o más razas. Del total de la población el 41.27% eran hispanos o latinos de cualquier raza.